# 千葉胤直
千葉 胤直（ちば たねなお）は、室町時代中期の武将、守護大名。千葉氏第16代当主。父は第15代当主千葉兼胤、母は上杉禅秀の娘。

## 生涯
正長元年（1428年）8月に高野山を参詣して蓮花三昧院と師檀の契約を結び、今後下総・上総の高野山参詣者は同院を宿坊にするように定めたとする伝承がある。
永享2年（1430年）、父の死により家督を継ぐ。鎌倉公方足利持氏が京の室町幕府からの自立を画策すると、関東管領上杉憲実と共に諌めた。
永享10年（1438年）持氏が憲実討伐を計画すると、鎌倉軍に属す（永享の乱）。しかし、武蔵高安寺にて幕府軍の出動を知り憲実との和議を結んで善後策を講じるように主張して、継戦を唱える簗田満助らと口論に及ぶ。持氏が満助の説を採ったために陣を退いて下総市河に移るが、その後憲実に属して持氏を攻め、翌年上杉持朝と共に鎌倉永安寺に幽閉されていた持氏を討ち取った（『鎌倉大草紙』）。直後の結城合戦でも幕府軍に属して結城城を攻めたが、嘉吉元年（1441年）に憲実と共に出家して家督を嫡男の胤将に譲った。
その後、持氏の遺児である足利成氏が鎌倉公方として復帰すると、胤直は胤将と共にこれを支える。享徳3年（1454年）に胤将が急死したために幼い次男の胤宣が千葉氏を継ぐ事になり、胤直が後見を行うことになった。だが、成氏が再び上杉氏討伐を企てたために離反して上杉氏と共に成氏を攻撃する（享徳の乱）。これに対して翌康正元年（1455年）に8代将軍足利義政から胤直・胤賢父子に対して賊である成氏に組せず、幕府に忠節を尽くしている事を賞する御内書が出されている。
ところが、かねてから親上杉派である胤直と重臣の円城寺尚任に不満を抱いていた叔父の馬加康胤と重臣の原胤房の連合軍が胤直を攻撃。胤直・胤宣父子は千田庄多胡に逃れて防戦したが、同年8月12日に胤宣が自刃し、胤直も3日後の15日に自刃して果てた。また、援軍にかけつけた常陸国の大掾頼幹（妙充）もこの時に自害している。これにより、家督は康胤に奪われ、千葉氏宗家は滅亡した。この事件を契機として、千葉氏は次第に衰退してゆくのであった。
9月7日に弟の胤賢も討たれるが、甥の実胤・自胤兄弟は康正2年（1456年）に武蔵まで落ち延び、幕府奉公衆東常縁と扇谷上杉家家宰太田道灌の支援を受けて康胤及びその子孫と対峙することになり、前者は武蔵千葉氏、後者は下総千葉氏として分裂していく。